# Mikko Korhonen
Veli-Mikko Korhonen, född 14 oktober 1936, död 19 augusti 1991, var en finländsk språkforskare och arbetade bland annat vid Humanistiska fakulteten vid Helsingfors universitet med finsk-ugrisk språkforskning åren 1973–1991.
Korhonen tog examen från Kuopio klassiska lyceum (1955). Han avlade examina vid Helsingfors universitet som filosofie kandidat (1959), licentiat (1965) och doktor (1969). Han gjorde studie- och forskningsresor till Ungern (1960) och Sovjetunionen (1965, 1975 och 1976). Han var docent vid Helsingfors universitet 1967–1973.
Under sin arbetskarriär arbetade Korhonen som forskare (arbetade med Votjaks dialektordbok 1960–1967), i finsk-ugrisk språkforskning vid Helsingfors universitet (1967), som juniorforskare vid Statens humanistiska kommission (1967–1970) och som seniorforskare (1970–1973), då han även arbetade som gäststipendiat vid Münchens universitet som professor (1969–1970) och som tillförordnad professor i finska språket vid Åbo universitet. Han var personlig tilläggsprofessor i finsk-ugriska språkstudier vid Helsingfors universitet 1973–1991, under vilken tid han innehade tjänsten som professor flera gånger, och var medlem i Finlands Akademi 1990–1991.
Korhonen var en aktiv forskare av ämnen med anknytning till det finsk-ugriska folket och särskilt de samiska språken, och med en stor insats var han också involverad i organisationsarbete med anknytning till ämnet. Han arbetade som inspektör för Savolaisosakunta (1975–1983).
Mikko Korhonen var gift med Eeva Riitta Linkola (1957–1982) och med professor Ulla-Maija Kulonen (från 1984 till sin död).